# Коюк (аэропорт)
Аэропорт Коюк имени Альфреда Адамса (англ. Koyuk Alfred Adams Airport), (ИАТА: KKA, ИКАО: PAKK, FAA LID: KKA) — государственный гражданский аэропорт, расположенный в населённом пункте Коюк (Аляска), США.

## Операционная деятельность
Аэропорт Коюк имени Альфреда Адамса занимает площадь в 53 гектар, расположен на высоте 47 метров над уровнем моря и эксплуатирует одну взлётно-посадочную полосу:
- 1/19 размерами 914 х 18 метров с гравийным покрытием.